# Villegongis
Villegongis là một xã ở tỉnh Indre ở miền trung nước Pháp. Xã này có diện tích 18,15 km², dân số năm 1999 là 100 người. Khu vực này có độ cao trung bình 159 mét trên mực nước biển.